# Antonio José de Irisarri

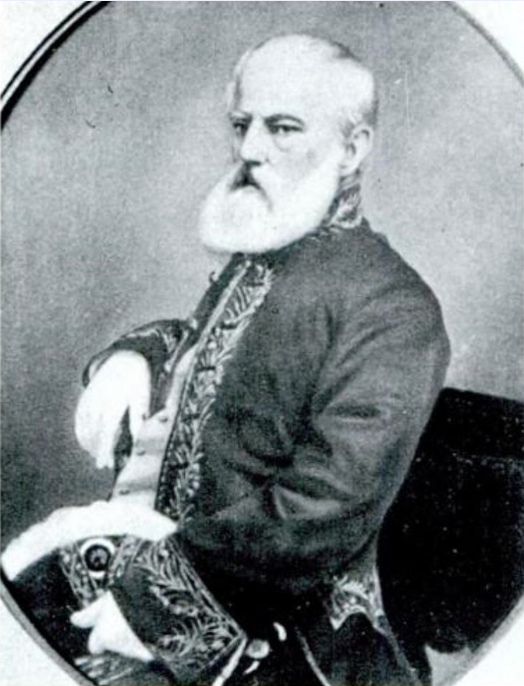
Antonio José de Irisarri

Antonio José de Irisarri (* 7. Februar 1786 in Guatemala-Stadt; † 10. Juni 1868 in Brooklyn) war im Jahr temporär der erste Director Supremo von Chile 1814; dies war das Vorläufermodell des Präsidenten-Amtes.
Nach dem Studium in Guatemala und Europa reiste Antonio José de Irisarri 1809 nach Chile. Der Enthusiasmus des Unabhängigkeitskampfes in Chile steckte auch ihn an. 1810 stieg er zum Kommandeur der Nationalgarde und zum Leiter der Zivil- und Militärregierung in der Region Santiago auf.
Von 7. März 1814 bis zum 14. März 1814 fungierte er als erster Interims-Director Supremo Chiles. 1819 wurde er Innen- und Außenminister von Chile, ging aber im selben Jahr noch als Minister nach Argentinien. Am Ende 1819 wurde er nach London geschickt, wo er eine Anleihe von 5 Millionen Dollar aufnahm. Danach folgten viele Ministerämter in diversen südamerikanischen Staaten.
- 1827 Minister in Chile
- 1837 Minister in Peru
- 1839–1845 Minister in Ecuador
- 1846–1848 Minister in Kolumbien

Nach Ende seiner Ministerzeit 1849 ging er nach Curaçao und ein Jahr später in die USA. 1855 vertrat er El Salvador und Guatemala als Diplomat in den USA. 1868 verstarb er in Brooklyn (New York).